# Michael Hohla
Michael Hohla (* 16. Mai 1963 in Braunau am Inn) ist ein österreichischer Lehrer, Botaniker und Naturschützer. Er gilt als ein Kenner der Natur des Innviertels.

## Leben
Nach neunjähriger Tätigkeit als Bankkaufmann (1985 bis 1994) beschritt Hohla den zweiten Bildungsweg und studierte an der Pädagogischen Akademie der Diözese Linz mit dem Berufsziel Hauptschullehrer für die Fächer Englisch und Biologie. Daran schloss sich 2013 die Graduierung zum Bachelor of Education als Berufsschullehrer an. Anfangs arbeitete er in der Berufsschule Braunau, seit 2019 an der Berufsschule Ried im Innkreis. 2014 wurde ihm der Arbeitstitel Professor verliehen.
In seiner Diplomarbeit befasste er sich mit der an Neophyten reichen Flora der Bahnanlagen in Oberösterreich. Daraus entwickelte sich eine Beschäftigung mit der Natur des Bundeslandes insgesamt, insbesondere der Flora des Innviertels.

## Werke
- Flora des Innviertels (= Stapfia. Nr. 115). OÖ Landes-Kultur GmbH, 2022, ISSN 0252-192X, DNB 1270647482 (zobodat.at [PDF; 604 MB; abgerufen am 10. Mai 2024], abrufbar bei Stapfia 115. In: ZOBODAT.at. OÖ Landes-Kultur GmbH).